# Tribunal de Assize
Na França, um cour d'assises, ou Tribunal Assize, é um tribunal de julgamento criminal com jurisdição original e limitada de apelação para julgar casos envolvendo réus acusados de crimes, ou seja, crimes definidos em francês. É o único tribunal francês que consiste em um julgamento com júri.

## Pedido anterior de pena de morte
O cour d'assises, excepcionalmente fora da lei militar, podia condenar condenados comprovados por crimes graves, ou seja, assassinato (assassinato) à pena de morte até que fosse abolida da lei francesa em 1981.

## Composição
Os casos são julgados por um júri de seis jurados e um painel de três juízes ativos, ou seja, um juiz responsável (chamado "presidente" do tribunal) e dois juízes associados (assessores), em primeira audiência, e um júri de nove jurados e um painel de três juízes ativos em apelação. Listas de jurados elegíveis são reunidas aleatoriamente a partir da lista de eleitores registrados, mas tanto a acusação quanto a defesa têm o direito de contestação peremptória e podem recusar um jurado sem apresentar uma razão.
Existem procedimentos especiais para as seguintes categorias de crimes e suspeitos:
- Crimes cometidos por adolescentes de 16 anos ou mais são julgados em um Tribunal Especial de Menores (Cour d'Assises des Mineurs)
- Crimes como terrorismo ou grande tráfico de drogas ilícitas, que são julgados em um tribunal especial com 7 juízes ativos em primeira audiência e 9 em apelação, sem jurados. Nesses casos, é necessária uma maioria simples para condenar, em vez de uma maioria de dois terços no julgamento do júri.[2][3][4][5]

## Procedimento
O processo perante a Cour d'assises é oral: os arguidos e as testemunhas prestam os seus depoimentos perante o tribunal. Testemunhas e seus parentes próximos não podem ser submetidos a juramento, pois isso poderia forçá-los a se autoincriminar ou incriminar um parente.
Como em todos os julgamentos criminais franceses, a vítima é parte com seu próprio advogado, além do Ministério Público. Se o acusado for condenado, o tribunal, sem o júri, decidirá sobre danos civis.
Eles primeiro decidem a questão da culpa respondendo a uma série de perguntas - por exemplo, "X assassinou Y ?", " X premeditou o assassinato?" Se uma condenação resultar, eles então decidem sobre a penalidade apropriada. Durante este procedimento, juízes e jurados têm posições iguais em questões de fatos, enquanto juízes decidem questões de procedimento. Juízes e jurados também têm posições iguais na sentença. O voto é secreto e contam-se votos em branco ou nulos a favor do arguido.

## Tribunal de Apelação
Cada departamento na França tem seu próprio cour d'assises. No passado, seus veredictos não podiam ser apelados para o Tribunal de Recurso; antes de 2001, eles só podiam ser apelados para o Tribunal de Cassação, que analisaria o caso apenas em questões processuais e de direito. Quando revertido, o que era incomum, exceto pela pena de morte, o Tribunal remeteria o julgamento de novo para outro tribunal de Assize.
Um argumento a favor desta prática era que permitir que se fizessem apelos a juízes profissionais depois de um veredicto ter sido proferido por um júri popular seria, em essência, negar a soberania popular. Desde 2001, no entanto, os veredictos do tribunal de Assize podem ser apelados em pontos de fato (incluindo sentença) para o tribunal de Assize de outro departamento (escolhido pelo Tribunal de Cassação) e ouvido perante um júri maior. O caso é então totalmente repetido.
Os recursos para o Tribunal de Cassação ainda são possíveis em questões de direito e procedimento após o primeiro recurso (exceto em caso de absolvição). Se este recurso sobre a lei for negado, o veredicto é final; caso contrário, o Tribunal de Cassação anulará (casse) o veredicto e devolverá o caso ao tribunal de apelação para um novo julgamento de questões de fato e de direito.